# Phoxinus kumgangensis
Phoxinus kumgangensis är en fiskart som beskrevs av Kim, 1980. Phoxinus kumgangensis ingår i släktet Phoxinus och familjen karpfiskar. Inga underarter finns listade i Catalogue of Life.